# DJ DAISHIZEN
DJ DAISHIZEN （ディージェイ ダイシゼン、またはDJ 大自然）は、活動休止中のトリカブトのDJである。マボロシのバック・バンドのメンバーでもある。東京都出身。

## 来歴
1996年にトリカブトを結成し、DJ/BEAT MAKERとして老舗HIP HOPレーベル・NEXTLEVELより3枚のアルバムをリリース。同グループは現在活動休止中。
DJプレミア、JURASSIC 5、BEATNUTS、Run-D.M.C.、SLUM VILLAGE、SMIFF'N'WESSUN、CAMP LO等の国外アーティストとの共演も数多く、2007年にはフジロックフェスティバルに出演。
HIP HOPをベースに、FUNK、SOUL、REGGAE、HOUSE…と「GOOD MUSIC すべて」をMIXするスタイルで、小規模のクラブからアリーナまで、さらにはPEANUTS BUTTER WOLFらと共にゲスト出演したLAの人気野外イベントDO-OVERでも好評を博す。
RHYMESTERのMUMMY-Dと元SUPER BUTTER DOGの竹内朋康のユニット、マボロシにMPC&ターンテーブルで参加している。
これまでに、三浦大知、久保田利伸、ディーン・フジオカ、黒木メイサ、福原美穂、lecca、KEN THE 390、Spinna B-ILL、THE野党らのLIVEサポートを務めており、単なるライブDJとしてではなく、MPCでのプレイやマニピュレートまでもこなし、「代えが利かないMUSICIAN'S DJ」としてステージに立つ機会も多い。
他にも、専門学校特別講師、音楽誌レビュー執筆、NHK教育テレビにゲスト出演、SEAMOに提供した楽曲を含むアルバムがオリコン1位獲得、RHYMESTER4年ぶりの復活作に参加、DJユニット「ULTIMATE 4TH」での活動など、その活動は単なるDJの枠を超え、多岐にわたる。
東京事変5枚目のアルバム『大発見』は「“DJ大自然”ってズルいネーミングだよね？ やっぱり“椎名林檎”としましてはネーミングセンスにおいて“吉田戦車”さんに対して抱くのと同じくらいのライバル心を感じまして（笑）。」と椎名林檎本人自らがインタビューで語っているように、そのアルバムタイトルの元ネタとなっている。
タモリ倶楽部のコーナー空耳アワーにて空耳アワード2012グランプリを獲得したと本人が公式ブログで報告している。

## ディスコグラフィ
トリカブトの作品は除く

### MIX CD
- SURFROCK QUICK-MIX (ポニーキャニオンより発売) PCCY.01917
- HONEY BABE,SOUL MAN (ビクターエンタテインメントより発売) B003DRVGYQ
- RUDE BOY,SOUL MAN-IT'S A REGGAE THING!! (ユニバーサルミュージックジャパンより発売) B003UDP92S
- LET IT GROOVE (ULTIMATE 4TH名義)
- DJ 大自然 Presents 三浦大知 NON STOP MIX (エイベックス・エンタテインメント ※レンタル専売) AVC616534
- lecca NON STOP MEGA MIX (エイベックス・エンタテインメント ※レンタル専売) CTC6 14844

### 楽曲提供
- SEAMO
  - 『Live Goes On』（2006年9月20日）
M4. Mr. Girl Hunter
M9. 怒りの鉄槌
  - 『Round About』 (2007年10月31日)
M9. Chiling, Chiling
M11. Hot!
M12. 宝島 feat.hiroko(from mihimaru GT)
  - 『Stock Delivery』(2008年6月18日)
M5. 好奇心
  - 『SCRAP＆BUILD』(2008年11月26日)
M5. Kick it out
  - 『君に1日1回「好き」と言う』(2012年06月06日)
M2. Music
- RHYMESTER
  - 『マニフェスト』（2010年2月3日）
M.5 渋谷漂流記
- AAA
  - 『CHOICE IS YOURS』 (2008年6月18日)
M5. BET
- KEN THE 390
  - 『プロローグ』 (2006年3月1日)
M.7 始まりのJAZZ
  - 『MY LIFE』 (2007年6月6日)
M.8 ビッグネイチャー
  - 『THE BEST OF COLLABORATION~RAPPER'S BEST & SINGER'S BEST~』 (2012年1月25日)
M.1 超セブン feat. ROMANCREW
- TARO SOUL
  - 『SOUL SPITS』（2006年6月3日）
M.2 CAN'T STOP feat.COMA-CHI
- パントライム
  - 『ドンスタ!!!』 (2008年9月26日)
M1. HELLO! JAPANESE HIPHOP!!
M4. RED SPEED BEAT'S
- DOSMOCCOS
  - 『MOCCCOS MOST WANTED』(2007年4月4日)
M.5 偉大なる一歩
- GRAPPLUZ
  - 『PUBLIC ENEMY NO.1』 (2008年8月27日)
M15. HIP HOP

KMC
- 『キャラフル』 (2008年11月14日)
M1. ゴキゲンヨウ
M2. WHAT I WANT(REMIX)
M8. ゴキゲンヨウ -Instrumental-
- オトノ葉Entertainment
  - 『オトノ家(オトノハウス)』（2006年10月4日）
M3. ぶ～いんぐ☆ぱらだい